# هنري سي. مينر
هنري سي. مينر هو رائد وسياسي أمريكي، ولد في 23 مارس 1842 في نيويورك في الولايات المتحدة، وتوفي بنفس المكان في 22 فبراير 1900. نشط حزبياً في الحزب الديمقراطي. وقد انتخب عضو مجلس النواب الأمريكي ‏.